# دهستان کولگا-یانی
دهستان کولگا-یانی (به لاتین: Kolga-Jaani Parish) یک دهستان در استونی است که در شهرستان ویلیاندی واقع شده‌است.

## خصوصیات
دهستان کولگا-یانی ۳۱۲٫۳۵ کیلومترمربع مساحت و ۱٬۶۶۸ نفر جمعیت دارد.

## نگارخانه

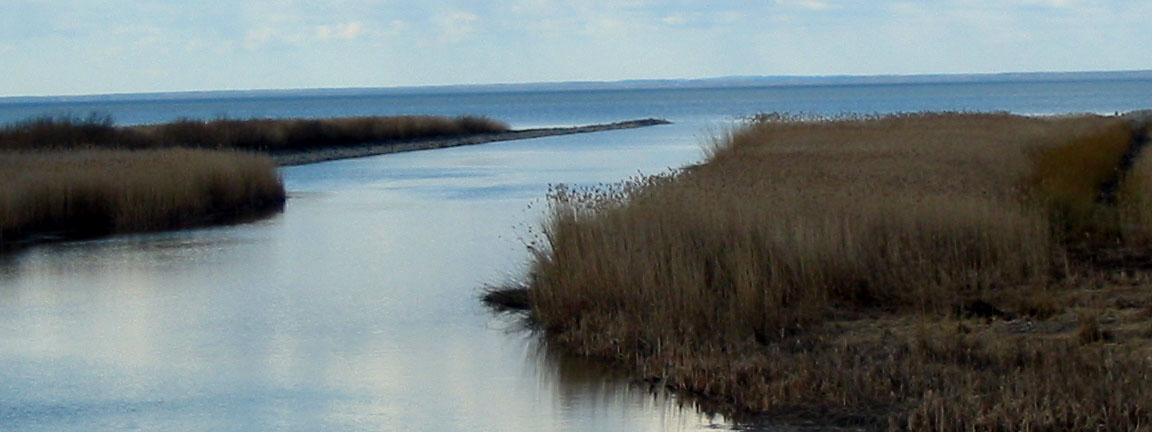